# هربرت كروغ
هربرت كروغ (بالألمانية: Herbert Krug)‏ هو مزارع الكروم ألماني، ولد في 21 يونيو 1937 في ماينتس في ألمانيا، وتوفي في 1 نوفمبر 2010 في هخهايم أم ماين ‏ في ألمانيا.

## وصلات خارجية
- هربرت كروغ على موقع أوليمبيديا (الإنجليزية)